# Удалова, Валентина Александровна
Валентина Александровна Удалова (23 июля 1947 года, Горьковская область, РСФСР, СССР — 19 февраля 2021 года) — советский и российский художник, мастер лаковой миниатюры (Хохломская школа), народный художник Российской Федерации (1999).

## Биография
Родилась 23 июля 1947 года в многодетной семье Гущиных в д. Глибино Ковернинского района Горьковской области.
В 1962 году — окончила Сёминскую школу и пришла в хохломской промысел, начала работать в Хрящёвском художественном цехе фабрики «Хохломский художник».
Её первым наставником стала родная тётя — Татьяна Григорьевна Кербникова, у неё Валентина научилась основным приёмам росписи, «травке» и росписи «под листок».
В 1969 году на областной выставке по созданию новых видов изделий она была награждена дипломом и денежной премией.
С 1971 года — член творческой группы и ведущий художник фабрики.
В 70-е годы — передовик производства, она неоднократно становилась победителем социалистического соревнования.
В 1982 году — принята в Союз художников СССР.
Её работы представлены в государственном Русском музее, Алтайском художественном музее, Всероссийском музее декоративно-прикладного и народного искусства, Астраханской картинной галерее им. Б. М. Кустодиева, Чувашской картинной галерее, Красноярском художественном музее им. В. И. Сурикова, запаснике ФГБУК ГМВЦ «РОСИЗО».
Валентина Александровна Удалова умерла 19 февраля 2021 года, похоронена на кладбище д. Хрящи.

## Творческая и выставочная деятельность
С 1969 года — участница выставок и конкурсов разного уровня — от районного и до международного.
В 1974 году представляла искусство хохломской росписи на международной Лейпцигской ярмарке в ГДР, а в 1985 году — в Югославии, в городе Загреб.

## Награды
- Народный художник Российской Федерации (1999)
- Заслуженный художник Российской Федерации (1993)[1]
- Медаль «В ознаменование 100-летия со дня рождения Владимира Ильича Ленина»
- Медаль «Ветеран труда»
- Серебряная медаль ВДНХ (1980)
- Бронзовая медаль ВДНХ (1978)